# Lina Morgenstern
Lina Morgenstern (Breslávia, 25 de novembro de 1830 – Berlim, 16 de dezembro de 1909) foi uma escritora, educadora, feminista e pacifista alemã.

## Biografia
Ela nasceu em 25 de novembro de 1830 em Breslávia, em uma família judia comprometida com causas sociais. Em 1854 casou-se com Theodor Morgenstern (1827–1910) e mudaram-se para Berlim. O casal teve cinco filhos – três filhas (Clara, Olga, e Martha) e dois filhos (Michael e Alfred).
Morgenstern começou a escrever artigos sobre educação e cuidados infantis para contribuir com a renda da família quando seu marido teve problemas financeiros. Em 1859, no mesmo ano que sua terceira filha nasceu, ela e Adolf Lette fundaram o Berliner Frauen-Verein zur Beförderung der Fröbel’schen Kindergärten (Associação feminina de Berlim pelo avanço dos jardins de infância froebelianos), que defendia o estabelecimento em Berlim de jardins de infância, uma forma de educação pré-escolar concebida pelo pedagogo Friedrich Fröbel. Morgenstern foi presidente da associação entre 1862 e 1866, época em que a sociedade havia fundado oito jardins de infância na cidade e uma escola para a formação de professores de jardim de infância.
Em 1866, durante a Guerra Austro-Prussiana, ela fundou a primeira Volksküche de Berlim, organização que oferecia refeições nutritivas a preços baixos (refletindo no máximo o custo de preparação), com base em uma filosofia de ajudar pessoas necessitadas sem colocá-las na posição de aceitar caridade total.
Em 1896, ela organizou o Internationaler Kongress für Frauenwerke und Frauenbestrebungen (Congresso Internacional pelo Trabalho das Mulheres) em Berlim e ingressou o comitê diretivo da Sociedade Alemã pela Paz (Deutsche Friedensgesellschaft) em 1897.

## Morte
Morgenstern faleceu em 16 de dezembro de 1909 em Berlim.

## Obras
- Das Bienenkätchen (Breslávia, 1859)
- Das Paradies der Kindheit durch Spiel, Gesang und Beschäftigung (Leipzig, 1861)
- Ernährungslehre (1880)
- Die Frauen des 19. Jahrhunderts (1888–91)
- Der häusliche Beruf (1890)
- Illustriertes  Universal-Kochbuch für Gesunde und Kranke (Berlim, 1905)